# Can Blanquelles
Can Blanquelles és una obra d'Argentona (Maresme) protegida com a Bé Cultural d'Interès Local.

## Descripció
Xalet de planta rectangular als quatre vents, de planta baixa i pis.
La façana principal té les obertures amb motllures treballades, esgrafiats i a la part superior les inscripcions L.A. - J.G (Leonor Ayet vidua de Josep Giralt).
De l'interior destaca el menjador de la part posterior de la planta baixa, amb rajoles de paret.
Al patí hi ha un banc enrajolat.